# گاناری تاکاهاشی
گاناری تاکاهاشی (انگلیسی: Ganari Takahashi؛ زاده ۱۹۵۸ (۶۶–۶۷ سال)) فعال در زمینه پورنو و مؤسس شرکت SOD ژاپن است.